# Grand anneau

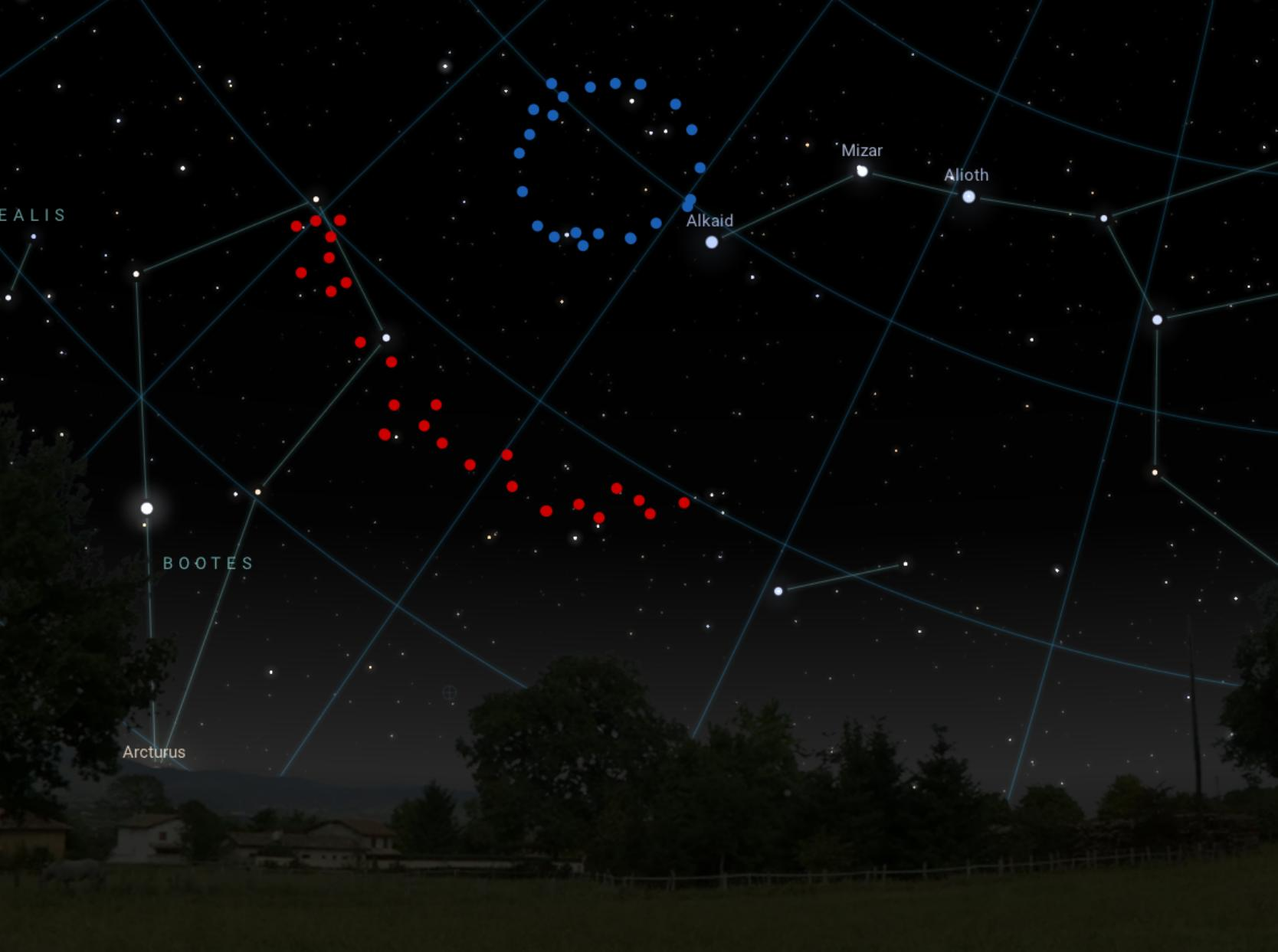
Vue d'artiste du Grand anneau (en bleu), et de l'Arc Géant (en rouge).

Le Grand anneau est une mégastructure cosmique découverte en 2024 par une équipe d'astronomes britanniques menés par Alexia Lopez, doctorante à l'université du Lancashire central.
Sa présence, ainsi que celle d'une autre mégastructure appelée l'Arc Géant, remet en question les modèles cosmologiques établis par les physiciens théoriciens.

## Description
Il se situe à 9,2 milliards d'années-lumière dans la constellation du Bouvier. Son diamètre est d'environ 1,3 milliard d'années-lumière.
Les astronomes ont utilisé la méthode d'analyse des spectres des quasars provenant du Sloan Digital Sky Survey pour détecter ces structures.
Le Grand Anneau, initialement considéré comme presque parfait, est examiné de plus près pour révéler une forme de tire-bouchon alignée face à la Terre. Cette caractéristique défait le principe cosmologique d'homogénéité et d'isotropie, qui suppose une distribution uniforme de la matière à grande échelle dans l'univers observable.

## Origine
Les scientifiques ont émis différentes hypothèses pour expliquer l'origine de ces méga structures, telles que les oscillations acoustiques baryoniques, la cosmologie cyclique conforme (CCC) de Roger Penrose, et le passage des cordes cosmiques. Cependant, aucune de ces théories n'a pu fournir une explication satisfaisante,.